# John Morton (Biathlet)
John Michael Morton (* 3. April 1946 in Keene, New Hampshire) ist ein ehemaliger US-amerikanischer Biathlet.
Während seiner Zeit am Middlebury College trat Morton im Skilanglauf an. Dabei konnte er 1968 bei den NCAA-Meisterschaften den zweiten Platz belegen. Später wechselte er zur US Army und trainierte in Fort Richardson, Alaska im Biathlon. Er qualifizierte sich für die Olympischen Winterspiele 1976. Dort trat er in der Staffel über 4 × 7,5 Kilometer an. Mit seinen Teamkollegen Lyle Nelson, Dennis Donahue und Peter Dascoulias belegte er den elften Platz.
Nach seiner aktiven Karriere arbeitete Morton als Lehrer für Englisch sowie Trainer in Leichtathletik und Skisport in Anchorage. Bis 1989 war er Cheftrainer am Dartmouth College. Anschließend entwarf er diverse Strecken für Skilangläufer, Biathleten, Mountainbiker und Reiter. Des Weiteren ist er als Skikommentator bei Vermont Public Radio tätig.